# Lasioglossum asteris
Lasioglossum asteris är en biart som först beskrevs av Theodore Mitchell 1960. Den ingår i släktet smalbin och familjen vägbin. Inga underarter finns listade i Catalogue of Life. Arten lever i västra Nordamerika.

## Beskrivning
Huvudet, som är mycket stort och brett hos honan, samt mellankroppen är dovt grönblåa, gränsande till brunaktiga. Överläppen (labrum) är gulbrun hos honan, mera rent brun hos hanen; käkarna (mandiblerna) är orangefärgade. Antennerna är mörkbruna, med den yttre delen rödbrun på undersidan hos honan, brungul till orangegul hos hanen. Benen är bruna med gulbruna fötter. Vingarna är halvgenomskinliga med en vitaktig ton åtminstone hos honan, och med ljust gulbruna ribbor. Bakkroppen är mörkbrun med gulbrunt genomskinliga bakkanter på segmenten. Behåringen är mycket gles och vitaktig. Arten är ett litet bi; honan är 4,2 till 4,6 mm lång med en framvingelängd på 3 till 3,2 mm; motsvarande mått för hanen är en kroppslängd på 4,2 till 4,5 mm, och en framvingelängd 3,1 till 3,2 mm.

## Utbredning
Utbredningsområdet omfattar västra Nordamerika från sydligaste Ontario i Kanada över Minnesota till Massachusetts i nordöstra USA och vidare söderut till nordöstra Arkansas samt därifrån österut till North och South Carolina.

## Ekologi
Lasioglossum asteris är en social parasit som tränger in i bon av eusociala släktingar, framför allt den nära besläktade arten Lasioglossum imitatum och tvingar, främst med hjälp av feromoner, värdbina att uppföda dess avkomma.
Arten är polylektisk, den flyger till blommande växter från många familjer, som korgblommiga växter (astrar) och ärtväxter (sötväpplingar och Robinia-arter).